# Gunther Leupolt
Gunther Leupolt (* 10. Mai 1922 in Reichenau in Sachsen; † 27. Februar 2017 in Bautzen) war ein deutscher Pädagoge, Studienrat und Autor heimatgeschichtlicher Literatur der Oberlausitz. Er war der Direktor mit der längsten Amtszeit (1950–1970) der Grund-, Mittel- und Polytechnischen Oberschule (POS) „Johann Heinrich Pestalozzi“ der Stadt Neusalza-Spremberg, heute Landkreis Görlitz.

## Leben und Wirken
Gunther Leupolt wurde während der Zeit der Weimarer Republik als Sohn des Schulleiters Oskar Leupolt (1891–1936) und seiner Ehefrau Helene geboren. Die Wurzeln der gutgestellten bürgerlichen Familie reichen in der oberlausitzer Kleinstadt Reichenau bis zum Jahr 1530 zurück. Mehr als 1000 Namen sind in ihrem Stammbaum vertreten. Die familiären Verhältnisse ermöglichten Leupolt eine profunde Schulbildung. Er besuchte in den Jahren von 1932 bis 1941 das Realgymnasium in Zittau und die Oberschule in Löbau und erwarb das Abitur. Zwei Jahre nach Beginn des Zweiten Weltkrieges, im Kriegsjahr 1941, wurde der Abiturient bei der Kriegsmarine eingezogen und kam als Matrose zunächst auf einen Sperrbrecher, später auf ein Minensuchboot, die in dem damals von der Wehrmacht besetzten französischen Kriegshafen Brest stationiert waren.
Nach Kriegsende vertrieb die polnische Armee am 22. Juni 1945 die alteingesessenen Deutschen, darunter die Großfamilie der Leupolts, aus Reichenau, das nun polnisch wurde. Gunther Leupolt geriet in jenem Jahr mit seinem Schiff im schottischen Hafen Edinburgh in englische Gefangenschaft. Aus der Internierung alsbald entlassen, gelangte der 23-Jährige auf Umwegen über Westfalen in der Britischen Besatzungszone (BBZ) schließlich zu Verwandten nach Cunewalde in seiner Heimat Oberlausitz. Der ehemalige Seemann musste sich in der damaligen Sowjetischen Besatzungszone (SBZ) völlig neu orientieren und eine berufliche Existenz aufbauen.

### Prägendes pädagogisches Schaffen
Da im Nachkriegsdeutschland, insbesondere in der SBZ, Neulehrer für die demokratische Erziehung der Jugend benötigt wurden, entschied er sich wie einst sein Vater für den Lehrerberuf. Deshalb bewarb sich Gunter Leupolt an der am 1. Januar 1946 in der oberlausitzer Gemeinde Lauba bei Löbau gegründeten Heimschule für Neulehrer und qualifizierte sich in mehrmonatigen pädagogischen Kursen für den Schuldienst. Anschließend wurde er als Neulehrer im benachbarten Lawalde und in Cunewalde eingesetzt. Nach der Gründung der DDR am 7. Oktober 1949 und den damit im Kontext aufgebauten sozialistischen Strukturen, so auch in der Bildungspolitik, erhielt Gunther Leupolt eine leitende pädagogische Funktion. Der Schulrat des damaligen Kreises Löbau berief den Neulehrer mit Beginn des Schuljahres 1949/50 am 1. September 1950 zum Leiter bzw. Direktor der Grund- und Mittelschule, später POS „Johann Heinrich Pestalozzi“ der Stadt Neusalza-Spremberg. Damit übernahm er eine für damalige Verhältnisse große und moderne Schule, einen Neubau aus dem Jahr 1928. Seine Amtsführung währte von 1950 bis 1970. In diesen zwanzig Jahren prägte Gunther Leupolt als Schuldirektor maßgeblich das kommunale Bildungswesen. Zugleich übte er während dieser Zeit die ehrenamtliche Tätigkeit eines Stadtverordneten in Neusalza-Spremberg aus. Für sein unermüdliches pädagogisches Wirken erhielt er 1970 die Pestalozzi-Medaille für treue Dienste in Silber und den Ehrentitel „Studienrat“ (StR) verliehen. Danach wurde Gunther Leupolt in die Funktion des Direktors der Zentralschule des Ministeriums für Glas- und Keramikindustrie der DDR (MfGuK) in Neusalza-Spremberg, Ortsteil Neuspremberg, berufen, die er bis zum Eintritt in das Rentenalter Ende 1988 ausübte. Die Zentralschule unterstand direkt der Abteilung Kader und Bildung dieses Ministeriums unter Minister Werner Greiner-Petter.

### Heimatforscher und Ortschronist
Neben seinen verantwortlichen Tätigkeiten in Beruf und Gesellschaft widmete er sich engagiert der weiteren Erforschung der Lokalgeschichte Neusalza-Sprembergs und der Regionalgeschichte der Oberlausitz. So übernahm er im April 1984 das verwaiste Amt des Vorsitzenden der Kultur- und Heimatfreunde Neusalza-Spremberg des Kulturbundes, später Kultur- und Heimatfreunde e. V., dem er ebenfalls zwanzig Jahre aktiv und schöpferisch (bis Mai 2004) nachkam. Zugleich wurde er einer der Initiatoren für die Wiedergründung des traditionsreichen Oberlausitzer Heimatverbandes „Lusatia“ vom Jahre 1905 am 21. Oktober 1995 in Zittau. Aus Gunther Leupolts Feder stammen zahlreiche und beachtenswerte Beiträge zum Brauchtum, zur Geschichte und zu geschichtlichen Persönlichkeiten der Oberlausitz, die sich in verschiedenen Publikationsorganen der Region widerspiegeln.
Gunther Leupolt lebte und wohnte mit seiner Frau Elise seit 1950 in der Spreestadt Neusalza-Spremberg. Am 16. August 2013 begingen beide die „Eiserne Hochzeit“. Aus der Ehe gingen drei Kinder hervor. Seit dem Tod seiner Frau im Februar 2015 verbrachte er seinen Lebensabend in der Seniorenwohnanlage „Am Spreepark“ Neusalza-Spremberg. Er war Ehrenvorsitzender der Kultur- und Heimatfreunde Neusalza-Spremberg e. V. und des Lusatia-Verbandes e. V., Zittau. Am 27. Februar 2017 verstarb er im Alter von fast 95 Jahren in einem Bautzener Pflegeheim. Seine Ruhestätte fand er auf dem Bergfriedhof Lindenberg in Neusalza-Spremberg.

## Werke (Auswahl)
- Gunther Leupolt u. a.: Entwicklung der Stadt Neusalza-Spremberg. Geschichtliche Zeittafel. Neusalza-Spremberg: M. Voigt 1992.
- Aus dem Ehrenbuch des Lusatia-Verbandes. Festvortrag anlässlich der Wiedergründung des Lusatia-Verbandes am 21. Oktober 1995 in Zittau. In: Lusatia-Hefte, Bautzen/Neusalza-Spremberg, Heft 1/1997, S. 6–12.
- Förderer heimatlichen Schrifttums. Der Verlag der „Oberlausitzer Heimatzeitung“ in Reichenau. In: Oberlausitzer Hausbuch (OLH), Bautzen: Lusatia-Verlag 1998, S. 147–150.
- mit Dankmar Kaden und Uwe Knappe: Geschichtlicher Abriß der Pestalozzischule Neusalza-Spremberg (1928–1998). Herausgabe anläßlich des 70. Schuljubiläums im Juli 1998 von Pestalozzischule und Stadtverwaltung Neusalza-Spremberg. Neusalza-Spremberg: M. Voigt 1998.
- Geschichte des Reiterhauses in Neusalza-Spremberg. In: Ebda, Heft 3/1999, S. 4–12.
- Aus Neusalza kamen Karl May, Karasek und Stülpner Karl. In: Oberlausitzer Hausbuch 1999, Bautzen 1998, S. 155–157, 3 Abb.
- Erinnerungen an den Lusatia-Vorsitzenden Curt Heinke anlässlich seines 70. Todestages Ostern 2004. In: Bibliotheksjournal der Christian-Weise-Bibliothek Zittau, Heft 30/2003, S. 16–19.
- Geschichte und Geschichten aus Neusalza-Spremberg. Hrsg.: Kultur- und Heimatfreunde Neusalza-Spremberg e. V., Bände 1–3. Bearbeitung u. Zusammenstellung: Gunther Leupolt. Neusalza-Spremberg: M. Voigt 1/1999, 2/2004, 3/2007.
- Auftakt und Höhepunkte des 70. Jubiläums der Pestalozzischule Neusalza-Spremberg. In: Geschichte und Geschichten aus Neusalza-Spremberg, Band, 2 (2004), S. 75–78.
- 25 Jahre „Mittellausitzer Berglandtour“. In: Lusatia-Hefte, Heft 9/2005, S. 15–18.
- Die Reichenauer Leupolts. In: Oberlausitzer Heimatblätter (OHB), Heft 7/2005, S. 12–16.
- Aufstieg und Fall eines Südlausitzer Bahnhofs. In: Oberlausitzer Hausbuch 2007, Bautzen 2006, S. 144–145, 1 Abb.: Bahnhof Neusalza-Spremberg
- Der geachtete Tribun eines Vertriebenendorfes. In: Ebda, Heft 26/2010, S. 40–42.
- Isergebirgswanderungen. In: Geschichte und Geschichten aus Neusalza-Spremberg, Band 4. Hrsg. u. bearb. von Günter Hensel, Kultur- und Heimatfreunde Neusalza-Spremberg e. V. und Interessengemeinschaft „Ortsgeschichte“ (IGO), Neusalza-Spremberg 2011, S. 94–102.
- Grenzbeziehungen. Die Deutsch-Tschechische Grenze nach dem 2. Weltkrieg. In: Ebda, S. 103–108.